# 유니우스 루스티쿠스

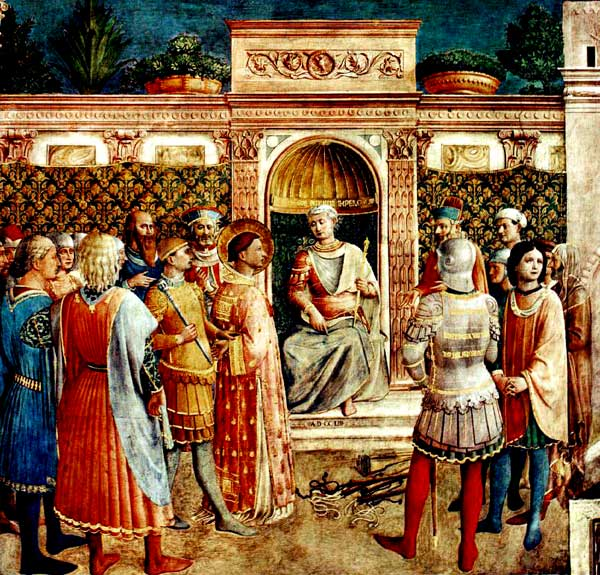
순교자 유스티노의 재판을 주관하는 유니우스 루스티쿠스

퀸투스 유니우스 루스티쿠스 (Quintus Junius Rusticus, 100년경– 170년경)는 고대 로마의 교사이자 정치인이다. 그는 스토아 반대파의 주요 인물인 아룰레누스 루스티쿠스의 손자로 추정된다. 유니우스는 스토아학파 철학자이자 마르쿠스 아우렐리우스 황제의 교사들중 한 명으로, 아우렐리우스는 그를 최고의 존경과 영예를 담아 대했다.
루스티쿠스는 133년에 보좌 집정관 그리고 162년에 직권 집정관 등을 직위를 맡았다. 그는 162년부터 168년까지 로마의 프라이펙투스 우르비로 활동하기도 했다. 이 직을 맡던 중에 그는 유죄와 처형으로 끝이 난 기독교 신학자 순교자 유스티노의 재판을 주관한 것으로 유명하다.
4세기 로마의 철학자이자 연설가인 데미스티우스에 의하면, 하드리아누스, 안토니누스, 마르쿠스 아우렐리우스 등은 "아리아노스와 루스티쿠스를 한낱 먹물쟁이 철학자들이라 거부하며 자신들의 전기에서 빼버리고" 스토아 철학 학계에서 연설자의 강단이자 장군의 천막으로 옮겨버렸다"라고 하였다. 데미스티우스는 군사적 업적 면에서 아리아노스와 루스티쿠스를 함께 묶어 다음처럼 언급한다:
로마 장군들로서 이 자들은 카스피해의 관문을 지나, 아르메니아의 알란족들을 몰아내고, 이베리아인들과 알바니인들에 대한 국경을 바로 세웠다. 이 업적들을 통해, 이들은 위대한 도시 (로마)를 관리하고 옛 원로원을 주관하던 집정관직이라는 성과를 얻어냈다.

## 마르쿠스 아우렐리우스에게 미친 영향
'히스토리아 아우구스타'는 루스티쿠스가 마르쿠스 아우렐리우스의 가장 중요한 스승이었다고 전한다:
[마르쿠스는] 유스티쿠스 루스티쿠스한테서 최대의 지도를 받았는데, 그는 마르쿠스가 존경했었고 스승이 된 자로, 공적이고 사적인 면에서 존경받는 인물이었고, 스토아 철학에 능통하며, 마르쿠스가 공적이고 사적인 주제에 대해서 조언을 구했으며, 친위대 사령관들보다 앞서 입맞춤으로 인사를 받았고, 두 번이나 집정관으로 입명됐고, 죽은 뒤에 마르쿠스가 원로원에 조각상을 세우며 추도해달라고 요청했었다.
'명상록'에서, 마르쿠스는 루스티쿠스한테서 배운 스토아 교육에 대해 감사함을 표했다:
루스티쿠스에게서는 내 성격에 개선할 점과 단련해야 할 점이 있다는 인상을 받았다. 그리고 그한테서 나는 농변에 빠져 타락하거나 사변적인 문제에 대해 글을 쓰거나 훈계조의 연설을 하거나 정진하는 사람이라고 뽐내거나 자랑삼아서 자선을 베풀어서는 안 된다는 것을 배웠다.
마르쿠스는 또한 루스티쿠스한테서 어떻게 에픽테토스의 작품들을 처음으로 접한 것을 설명한다:
그리고 나는 '에픽테토스의 담론'을 알게 된 것에 대해 그한테서 빚을 졌는데, 그(루스티쿠스)는 자신의 소장품에서 그 서적을 나한테 전했다.

## 순교자 유스티노의 재판
그는 162년부터 168년까지 로마의 프라이펙투스 우르비였고, 이 시기는 처형으로 끝난 순교자 유스티노의 재판을 그가 주관하던 때였다. 이 재판에 대한 기록물 세 개가 남아 있으며, 이 중에 가장 짧은 기록물이 가장 정확한 것으로 추정한다.
유스티노는 타티아누스와 에우세비오스에 의하면, 키니코스 학파 철학자 크레센스와의 논쟁을 벌인 뒤에 로마 당국으로부터 고발을 당하였다. 유스티노는 동료 여섯 명과 함께 공판에 회부되었다. 이 재판 기록은 루스티쿠스가 루스티쿠스에게 기독교 신앙과 관습에 대해 몇 가지 요청을 하였고, 그 뒤에 루스티쿠스는 제국의 칙령에 따라서 신들에게 제물을 바치지 않는 것이 사형에 해당한다고 단언하였다. 유스티노와 그의 동료들이 이 내용에 대해서 거부하자, 루스티쿠스는 165년경에 그에게 유죄를 내리고 사형에 처하게 하였다.

## 같이 보기
- 유니우스 씨족

## 참고 문헌
- Holiday, Ryan; Hanselman, Stephen (2020). 〈Junius Rusticus the Dutiful〉. 《Lives of the Stoics》. New York: Portfolio/Penguin. 268–277쪽. ISBN 978-0525541875.

| 공직                                                                          | 공직                                                                    | 공직                                                                                        |
| ----------------------------------------------------------------------------- | ----------------------------------------------------------------------- | ------------------------------------------------------------------------------------------- |
| 이전 마르쿠스 안토니우스 히베루스, 푸블리우스 뭄미우스 시센나 (직권 집정관)   | 로마 제국의 보좌 집정관 133년 with 퀸투스 플라비우스 테르툴루스         | 이후 티베리우스 클라우디우스 아티쿠스 헤로데스, 푸블리우스 수페나스 베루스 (보좌 집정관)    |
| 이전 율리우스 게미누스 카펠리아누스, 티투스 플라비우스 보이투스 (보좌 집정관) | 로마 제국의 집정관 162년 with 루키우스 티티우스 플라우티우스 아퀼리누스 | 이후 티베리우스 클라우디우스 파울리누스, 티베리우스 클라우디우스 폼페이아누스 (보좌 집정관) |